# Estrées-sur-Noye
Estrées-sur-Noye (Etré en picard) és un municipi francès al departament francès del Somme, dins la regió dels Alts de França. Estrées-sur-Noye és travessada per la carretera D7, i és entre les localitats de Jumel i Sains-en-Amiénois. Forma part d'Amiens Métropole des de gener del 2007. El riu Noye travessa el municipi.
Estrées-sur-Noye forma part del cantó de Boves, que al seu torn forma part del districte d'Amiens. L'alcalde de la ciutat és Patrick Dufloucq (2001-2008). Els noms antics d'Estrées-sur-Noye són Strata i Estreti. Això fa referència a què el poble era travessat ja en temps antics per una via romana (strata).

## Vegeu també

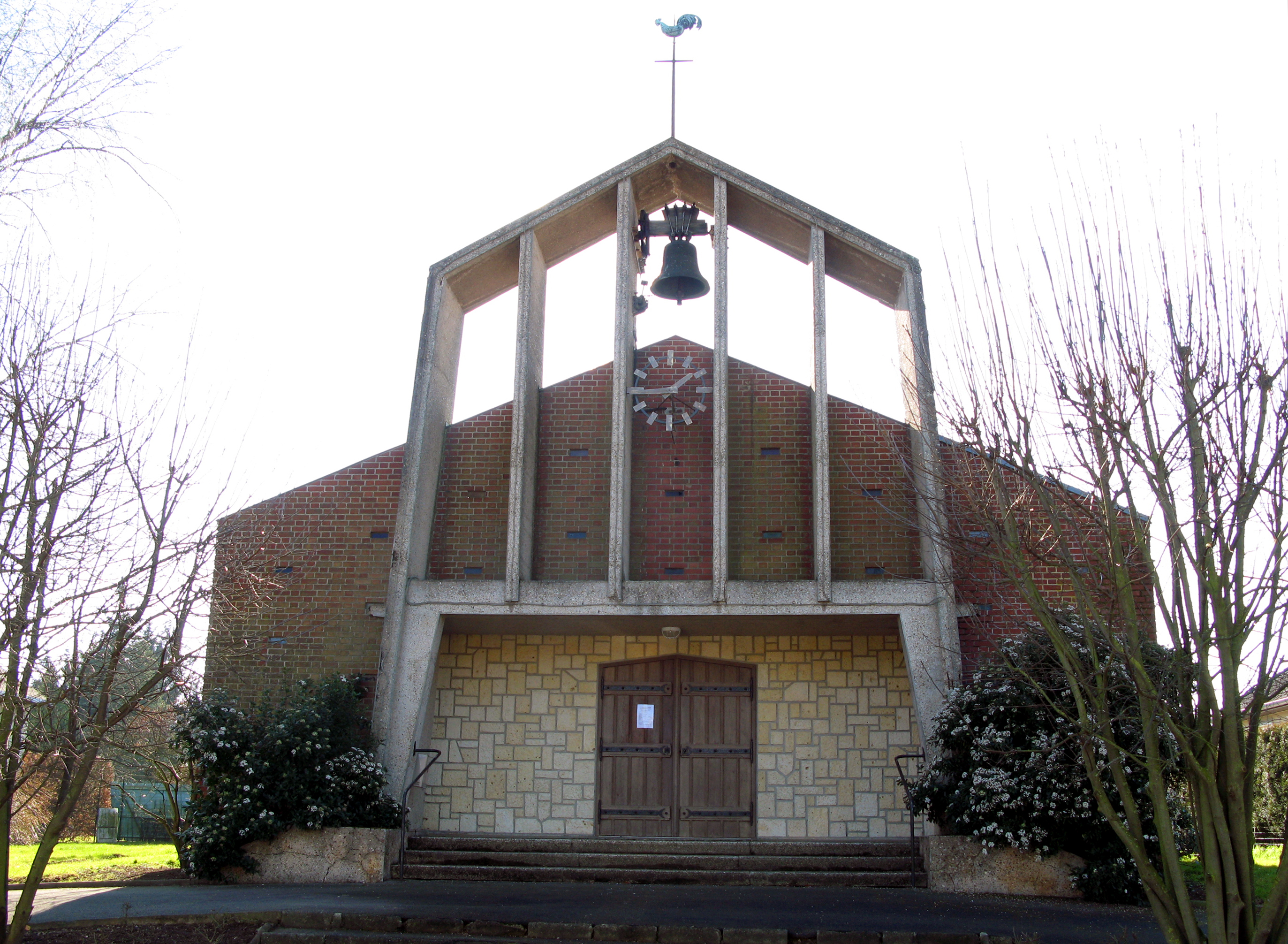